# San Antonio Nanahuatipam
San Antonio Nanahuatipam là một đô thị thuộc bang Oaxaca, México. Năm 2005, dân số của đô thị này là 1256 người.